# Buderus Arena Wetzlar
Die Buderus Arena Wetzlar ist eine Multifunktionsarena in der hessischen Stadt Wetzlar. Die am 11. März 2005 eröffnete Veranstaltungshalle hat ein Fassungsvermögen von maximal 6000 Zuschauern und eine Innenraum-Fläche von 2468 m². Neben der Arena befindet sich der Wetzlarer Bahnhof und das Forum Wetzlar mit einem gemeinsam genutzten Parkhaus mit 1700 Parkplätzen. Die Anlage verfügt über einen direkten Anschluss an die Bundesstraße 49. Der Bau der Halle hat die Stadt Wetzlar rund 16 Mio. Euro gekostet. Aus dem Europäischen Fonds für regionale Entwicklung (EFRE) wurden mit über 5,6 Millionen Euro mehr als ein Drittel kofinanziert.
Der Eigentümer der Halle ist die Stadt Wetzlar. Der Betreiber war bis September 2020 die Gegenbauer Location Management & Services GmbH der Berliner Unternehmensgruppe Gegenbauer. Neuer Betreiber ist seitdem die Arenakonzept GmbH, ein gemeinsames Unternehmen eines örtlichen Bauunternehmers und der Volksbank Mittelhessen.

## Nutzung

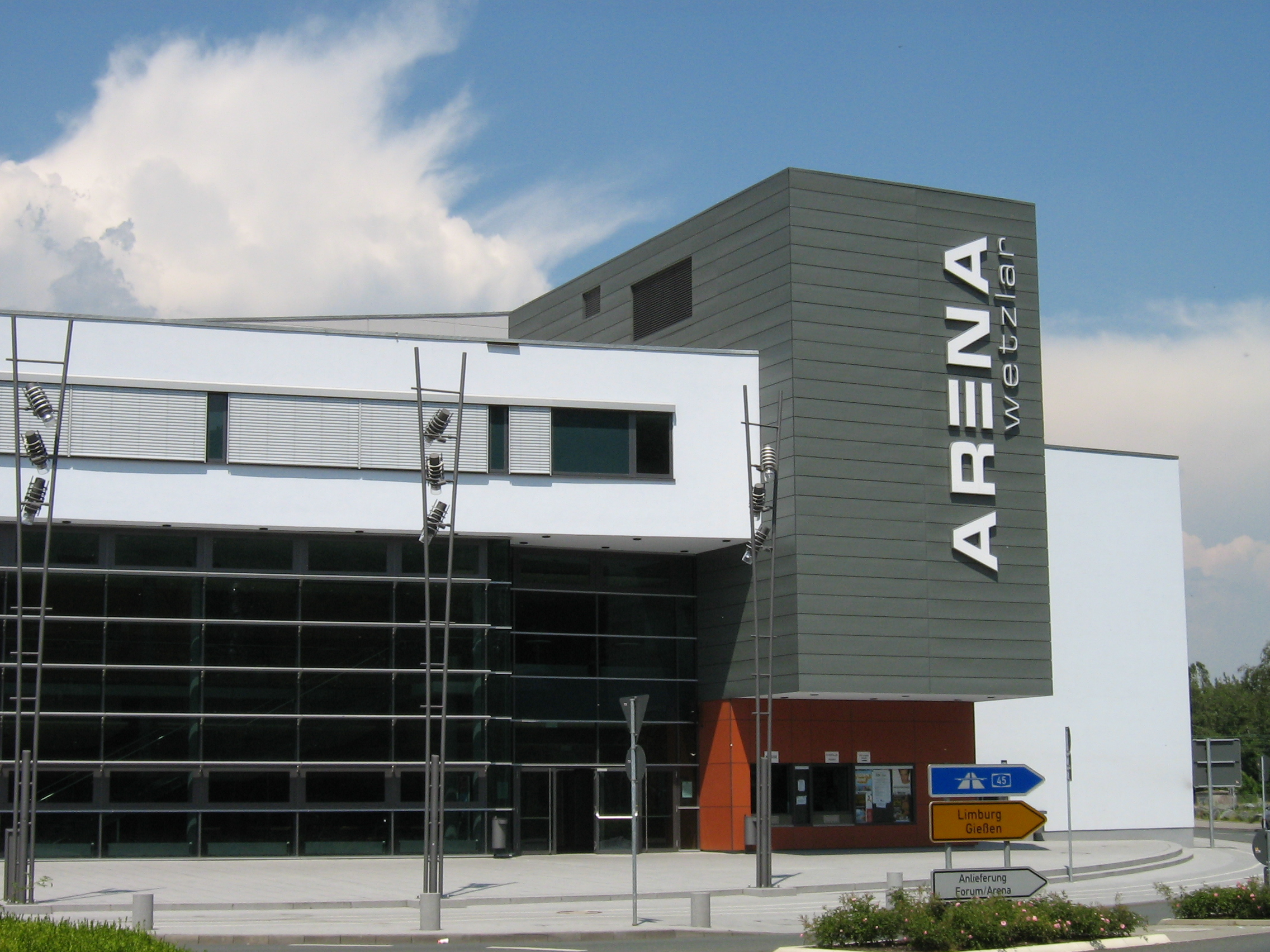
Die damalige Rittal Arena im Juni 2006

Die Buderus Arena ist immer wieder Standort nationaler und internationaler Sportveranstaltungen. Sie ist u. a. die Heimspielstätte des Handball-Bundesligisten HSG Wetzlar (Ankermietvertrag), den Bundesliga-Rollstuhlbasketballern RSV Lahn-Dill (beide mit Geschäftsstellen im Hause). Die Zweitliga-Handballer des TV 05/07 Hüttenberg trugen aufgrund der Corona-Pandemie während der Saison 2020/21 ebenfalls einige Heimspiele in der Wetzlarer Halle aus.
Bei Spielen der Handball-Bundesliga liegt das Fassungsvermögen bei 4421 Zuschauern. Daneben finden regelmäßig Konzerte, Shows und weitere Sportveranstaltungen sowie Messen in der Multifunktionshalle statt: So war Wetzlar mit der damaligen Rittal Arena offizieller Ausrichtungsort der Handball-Weltmeisterschaft, die vom 19. Januar bis zum 4. Februar 2007 in Deutschland stattfand. Vom 23. August bis zum 2. September 2007 fand die Rollstuhlbasketball-Europameisterschaft 2007 in Wetzlar statt, als Zweithalle war die August-Bebel-Sporthalle (mit 1800 Plätzen) Austragungsort. Weiterhin wurden Welt-, Europa- und Deutsche Meisterschaften im Tanzsport in der Arena ausgetragen, etwa die Standard-WM der Senioren 2005 und die Standard-WM der Amateure (Hauptklasse) 2010. Die Deutsche Tischtennis-Meisterschaften folgten 2014 und 2019. Seltener werden auch Weltmeisterschaftskämpfe im Boxen ausgetragen.
Am 6. Februar 2024 gastiert erstmals die deutsche Futsalnationalmannschaft in der Arena in Wetzlar und spielt gegen die spanische Mannschaft. Ein Spiel der Mannschaften fand zuvor am 4. Februar in Aschaffenburg (f.a.n. frankenstolz arena) statt. Deutschland gewann gegen den Weltranglistenzweiten mit 3:2 vor der deutschen Rekordkulisse von 3300 Zuschauern.
Neben dem Sport und Tagungen gibt es in der Arena Konzerte von nationalen und internationalen Künstlern und Bands wie bspw. Bob Dylan, Joe Cocker, Deep Purple, Montserrat Caballé, David Copperfield, André Rieu, David Garrett, Tokio Hotel, Udo Jürgens, Reinhard Mey oder den Ehrlich Brothers. 2006 fand der von Stefan Raab moderierte und von ProSieben ausgestrahlte Bundesvision Song Contest in der Arena statt.

## Name

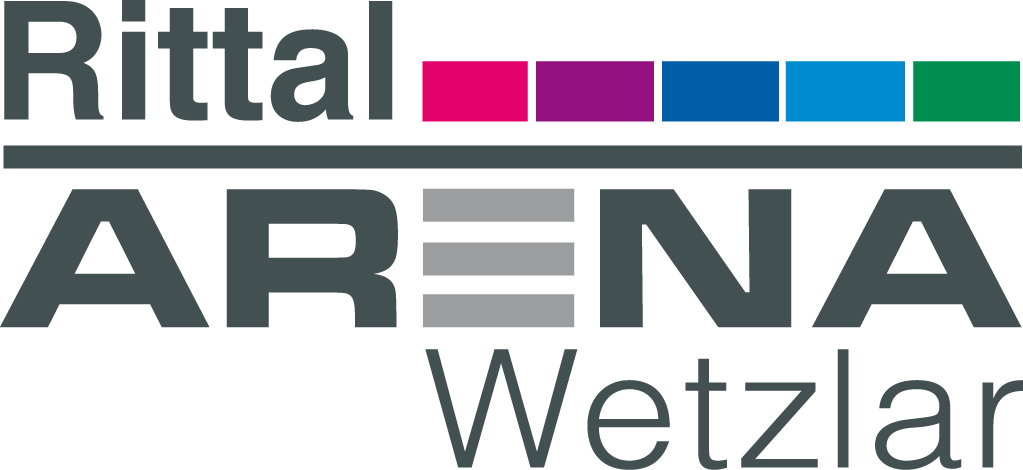
Früheres Logo der Rittal Arena

Bis zum 1. März 2006 hieß die Halle Mittelhessen-Arena. Daraufhin wurde das zur Friedhelm Loh Group gehörige Unternehmen Rittal Namenssponsor und sie trug seitdem den Namen Rittal Arena Wetzlar. Im Juni 2015 wurde der auslaufende Vertrag bis in das Jahr 2020 verlängert. Zum Jahresende 2021 lief der Sponsorenvertrag aus. Seit dem 1. Januar 2022 trägt die Halle nun zunächst bis Ende 2026 den Namen Buderus Arena Wetzlar, nach dem Heiztechnik-Anbieter Buderus. Dies gaben Rittal und Buderus am 22. Oktober 2021 in einer gemeinsamen Pressemitteilung bekannt.